# Chatham (Kent)
Chatham is een plaats in het bestuurlijke gebied Medway, in het Engelse graafschap Kent. De plaats telt 70.540 inwoners.
De plaats ligt aan de rivier Medway, tegenover Rochester en nabij de plaats Gillingham en de monding in de Noordzee.
Chatham was een belangrijke marinebasis. Onder Hendrik VIII werden er dokken gegraven en onder Elizabeth I werd een arsenaal gebouwd.

Het wapen van Chatham

## Geboren
- Anne Dudley (1956), componiste en muzikante
- Kevin Hunt (1975), voetballer
- Lee Ryan (1983), zanger
- George Boyd (1985), Schots voetballer
- Ashley Jackson (1987), hockeyer
- George Thorne (1993), voetballer